# Ian Reed
Ian Reed, född 13 juli 1927, död 7 augusti 2020, var en friidrottare från Australien. Han deltog vid olympiska sommarspelen 1952.